# 庄窠·铁道大学站
庄窠·铁道大学站是石家庄地铁2号线的地铁车站，位于中华人民共和国河北省石家庄市长安区胜利北街与幸福路交叉口北侧，于2020年8月26日开通。

## 车站结构
庄窠·铁道大学站位于胜利北街与幸福路交叉口北侧，沿胜利北街呈南北向布置，为地下两层岛式站台车站，车站长202米，标准段宽20.9米，车站地下一层为站厅层，地下二层为站台层，站台设置全高站台门。
| 地面              | 出入口 | A、B、C、D出入口                                                                                        |
| 地下一层          | 站厅   | 客服中心、自动售票机、验票机                                                                            |
| 地下二层          | 站台   | \| \| \| █ 2号线往柳辛庄（終點站） \| \| 島式 · 開左邊车门 \| \| \| \| \| \| █ 2号线往嘉华路（义堂） \| |
|                   |        | █ 2号线往柳辛庄（終點站）                                                                               |
| 島式 · 開左邊车门 |        | |
|                   |        | █ 2号线往嘉华路（义堂）                                                                                 |

## 车站出口
庄窠·铁道大学站共有4个出入口，各出口及周围设施如下所示：
| 出口编号                             | 照片 | 地点             | 可到达目的地                                 |
| ------------------------------------ | ---- | ---------------- | -------------------------------------------- |
| 出口 · A · 扶手电梯标志              |      | 胜利北街（东侧） | 庄窠小区                                     |
| 出口 · B · 升降机标志 · 扶手电梯标志 |      | 胜利北街（东侧） | 铁路职业技术学院教师家属院                   |
| 出口 · C · 扶手电梯标志              |      | 胜利北街（西侧） | 石家庄铁道大学、陆军军医大学士官学校附属医院 |
| 出口 · D · 扶手电梯标志              |      | 胜利北街（西侧） | 北国商城益庄购物中心                         |
| 註： 設有 \| 設有扶手電梯            |      |                  |                                              |

## 接驳交通

### 公交车
- 二六〇医院(长江心理医院)：2路，77路，112路，131路，148路，164路，新乐专1路
- 胜利铁院北路口：801路

## 历史
车站建设时期工程名为铁道大学站，开通前确定以庄窠·铁道大学站作为车站正式名称。
- 2017年11月20日，车站主体结构封顶[4]。
- 2020年8月26日，本站随2号线通车一同开通[1]。
- 2021年1月9日，受新冠疫情影响，车站暂停运营[5]。2月19日，车站恢复运营[6]。
- 2022年8月28日，受新冠疫情影响，车站暂停运营[7]。9月6日，车站恢复运营[8]。